# Finalement
Pour plus de détails, voir Fiche technique et Distribution.
Finalement est un film français réalisé par Claude Lelouch et sorti en  2024.
Il est présenté en avant-première mondiale à la Mostra de Venise 2024.

## Synopsis
Lassé de mentir, Lino, un avocat, se lance dans un road trip musical sur les routes de France.

## Fiche technique
Sauf indication contraire, les informations mentionnées dans cette section peuvent être confirmées par la base de données cinématographiques Unifrance,  présente dans la section « Liens externes ».
- Titre original : Finalement
- Réalisation : Claude Lelouch
- Scénario : Claude Lelouch
  - Adaptation et dialogues : Grégoire Lacroix, Pierre Leroux et Valérie Perrin
- Musique : Ibrahim Maalouf
  - Chansons : Didier Barbelivien
- Direction artistique : Jean-Philippe Petit
- Décors : Natasha Lacroix
- Costumes : Christel Birot
- Photographie : Maxime Héraud
- Son : Harald Maury et Corinne Rozenberg
- Montage : Stéphane Mazalaigue
- Production : Claude Lelouch
  - Coproduction : Laurent Dassault
- Sociétés de production : Les Films 13, en coproducition avec France 2 Cinéma et Société Laurent Dassault Rond-Point
- Société de distribution : Metropolitan Filmexport (France)
- Budget : N/A
- Pays de production :  France
- Langue originale : français
- Format : couleur — son 5.1
- Genre : comédie dramatique, comédie romantique, musical, road movie
- Dates de sortie[1] :
  - Italie : 3 septembre 2024 (Mostra de Venise)
  - France : 13 novembre 2024

## Distribution
- Kad Merad : Lino
- Elsa Zylberstein : Léa
- Michel Boujenah : Michel
- Sandrine Bonnaire : Sandrine
- Barbara Pravi : Barbara
- Françoise Gillard : Manon
- Marianne Denicourt : Marianne
- Françoise Fabian : Françoise
- François Morel : l'éleveur normand
- Raphaël Mezrahi : Dieu
- Clémentine Célarié : la brocanteuse
- Lionel Abelanski : le chasseur
- Dominique Pinon : le médecin
- Julie Ferrier : Marie, la guérisseuse
- Albert Meslay : l'humoriste
- Xavier Jaillard : l'automobiliste de Bénouville
- Stella Gauthier : la soliste
- Gilbert Traïna : le gendarme
- Fanny Boldini : la marcheuse compostelle
- Xavier Inbona : Jésus
- Aline Gaillot : la mère de Tess
- Tess Lauvergne : Tess
- Marie-Hélène Lentini : madame Barbier
- Gilles Lemaire : le prof de philo
- Silvia Kahn : l'employée de maison
- Ludivine de Chastenet : la voisine de Manon
- Ibrahim Maalouf : lui-même, trompettiste en tournée
- Polydoros Vogiatzis : l'assistant des musiciens
- Victor Meutelet : le jeune prêtre
- François Bureloup : le détective
- Firmin Gruss : le mari de Manon
- Simon Lelouch : le propriétaire en colère
- Chrystelle Dominguez : la concierge
- Sébastien Bihi : le mari de la concierge
- Sabaya Lelouch : la mère de la romancière
- Laurent Couson : le chef d'orchestre
- Arthur Gomez : le comédien à Avignon
- Fanny Féret : la vendeuse
- Laurent Dassault : le directeur de la banque
- Eve Peyrieux : l'assistante du directeur
- Thomas Levet : le mafieux à Avignon
- Sylvie Loeillet : l'infirmière
- Aliénor Bouvier : la protégée de Sandrine
- Rémi Bergman : le commissaire
- Bruce Toussaint : le juge
- Benjamin Patou : le serveur
- Didier Barbelivien : un client du café (figuration)

## Production

### Genèse et développement
Claude Lelouch révèle s'être inspiré de brillants avocats comme Robert Badinter et Éric Dupond-Moretti pour peaufiner le personnage de Lino.

### Tournage
Le tournage se déroule courant 2023 notamment à Beaune (Bourgogne-Franche-Comté). Les prises de vues ont également lieu à Paris (notamment à l'Opéra Garnier), ainsi qu'à Montmort (Saône-et-Loire) et à Béziers (notamment au lycée Henri IV, au Pont Vieux sur l'Orb et au Palais épiscopal) à Sérignan, au Mans (circuit des 24h du Mans), à Cauduro aux environs de Saint-Chinian dans l'Hérault[réf. nécessaire], et en Normandie (Pegasus Bridge à Bénouville, ainsi que le Mont-Saint-Michel et sa baie).

## Commentaire
Finalement est lié à deux précédents films du réalisateur : L'aventure c'est l'aventure (1972) et La Bonne Année (1973). Le personnage principal incarné par Kad Merad, Lino, est le fils de Simon, campé par Lino Ventura dans La Bonne année. De plus, Sandrine, jouée par Sandrine Bonnaire, est la fille de Nicole, interprétée par Nicole Courcel dans L'aventure c'est l'aventure.
Également, Finalement fait des clins d’œil constants à d'autres divers films du réalisateur, comme Les Uns et les Autres (1981) et Les Misérables (1995) en croisant des plans du débarquement des deux films dans le générique du début, puis d'autres références plus subtiles comme Itinéraire d'un enfant gâté (1988) par la synopsis du film ou voire même L'amour c'est mieux que la vie (2021) par le passé de Sandrine, similaire entre les deux films[réf. nécessaire].
D'une autre part, la version du film qui fut projetée en cinéma et celle du DVD et Blu-Ray sont légèrement différentes. Tout d'abord, la version projetée en cinéma et dans les festivals avait une durée de 129 minutes, tandis que celle de DVD et Blu-Ray indiquent avoir une durée de 127 minutes. En outre, dans le générique de fin, après que Lino (Kad Merad) et Barbara (Barbara Pravi) finissent de chanter "Finalement", la version originale montrait un plan fixe d'eux, face au piano, qui parlent avec l'équipe qui les avait fictivement filmés, tandis que le générique continuait à défiler. Ensuite, un texte apparaissait et disait "À suivre dans le prochain film de Claude Lelouch..." Néanmoins, ceci n'apparaît pas dans la version de DVD et Blu-ray et le générique passe ici à défiler derrière un fond noir. De plus, à la toute fin il s'ajouta ici le nom du film, montrant d'abord le mot "Fin", probablement pour faire allusion à que c'est la fin du film, pour ensuite dévoiler le nom complet et former le mot "Finalement". Enfin, en tout dernier il se montre des plans de Lino Ventura et Françoise Fabian ensemble dans La Bonne Année (1973)[réf. nécessaire].